# Schleusengraben (Hamburg)

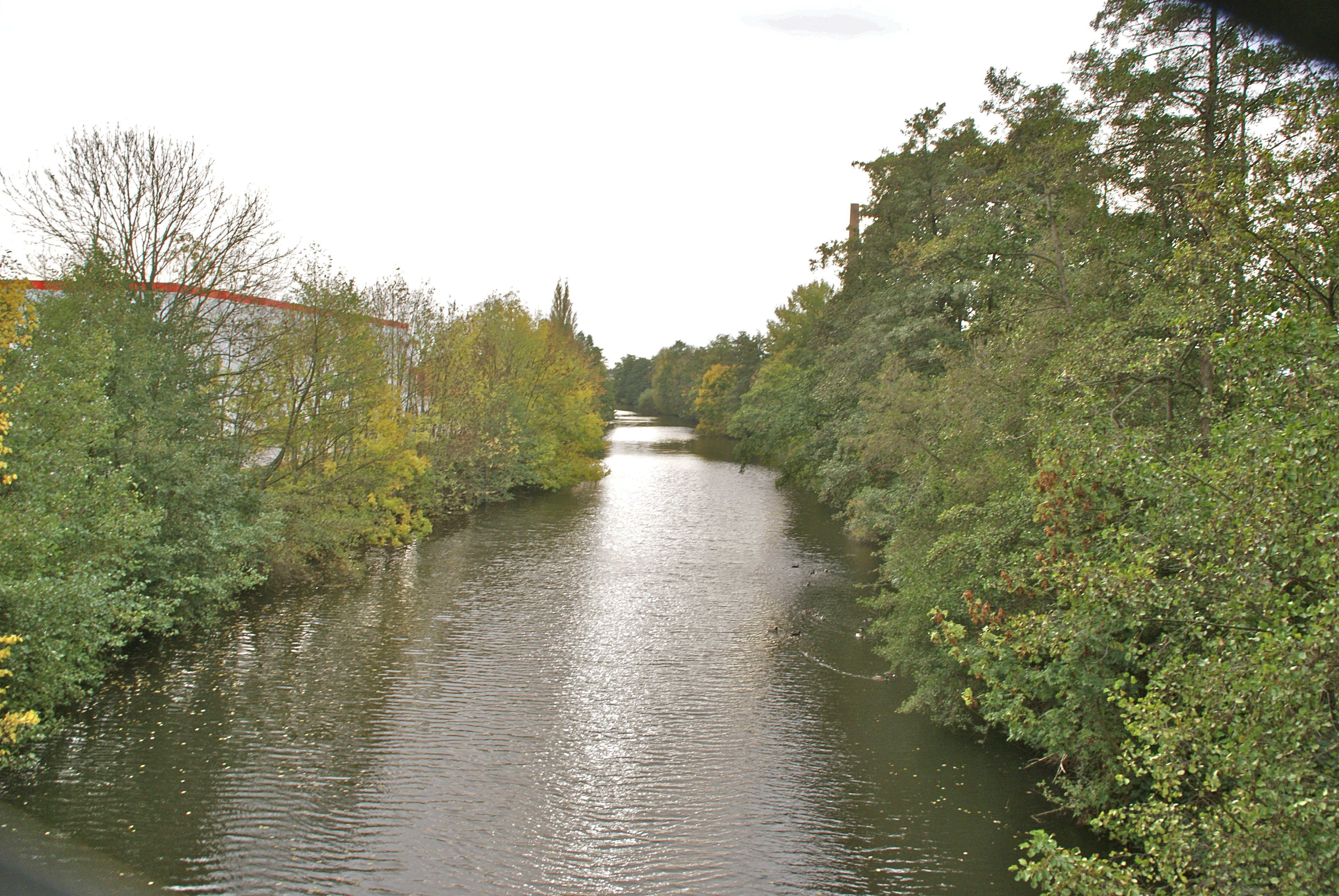
Der Graben in Richtung Süden von der Schleusengrabenbrücke aus gesehen

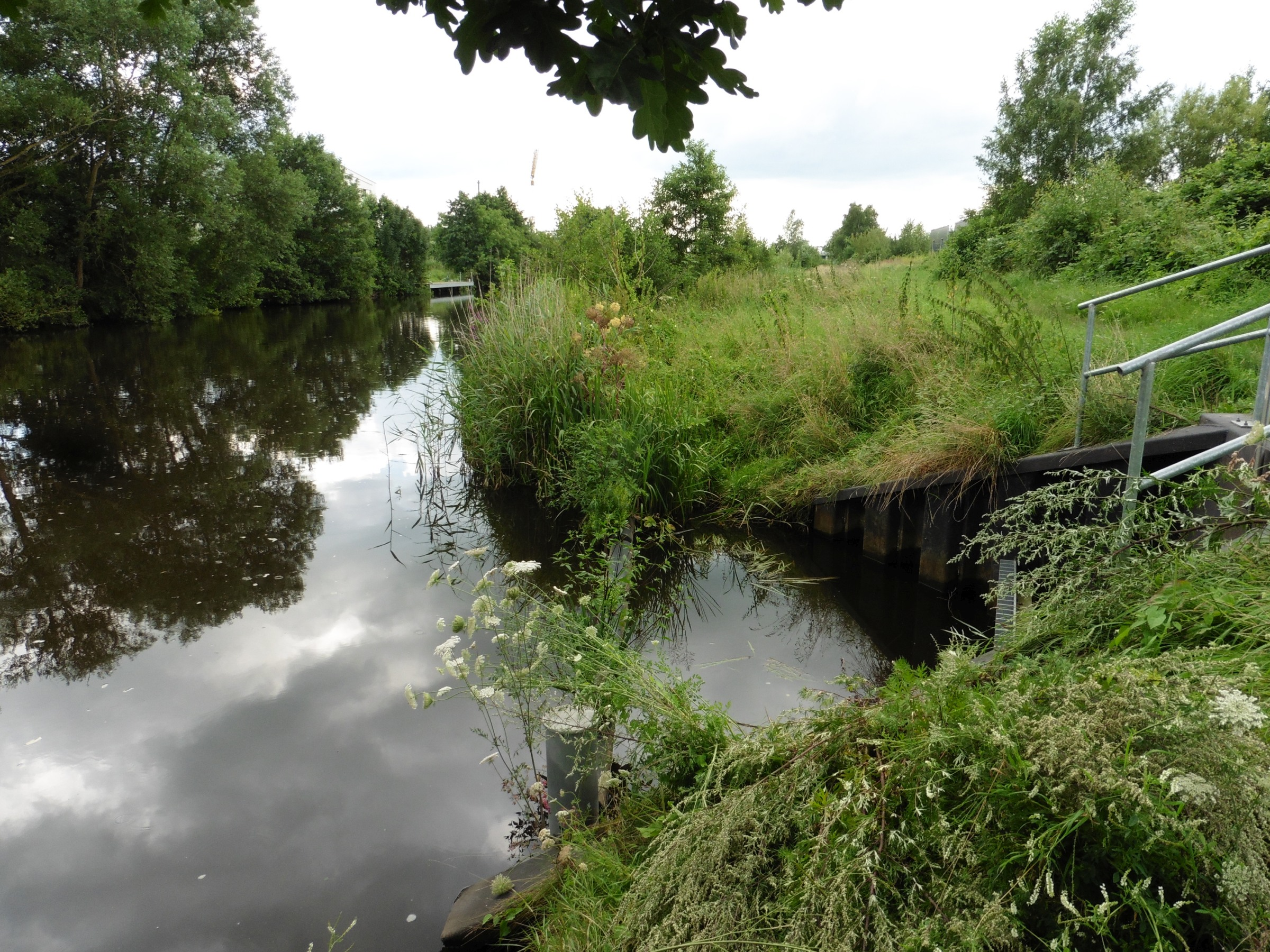
Ausleitung der Kampbille aus dem Schleusengraben

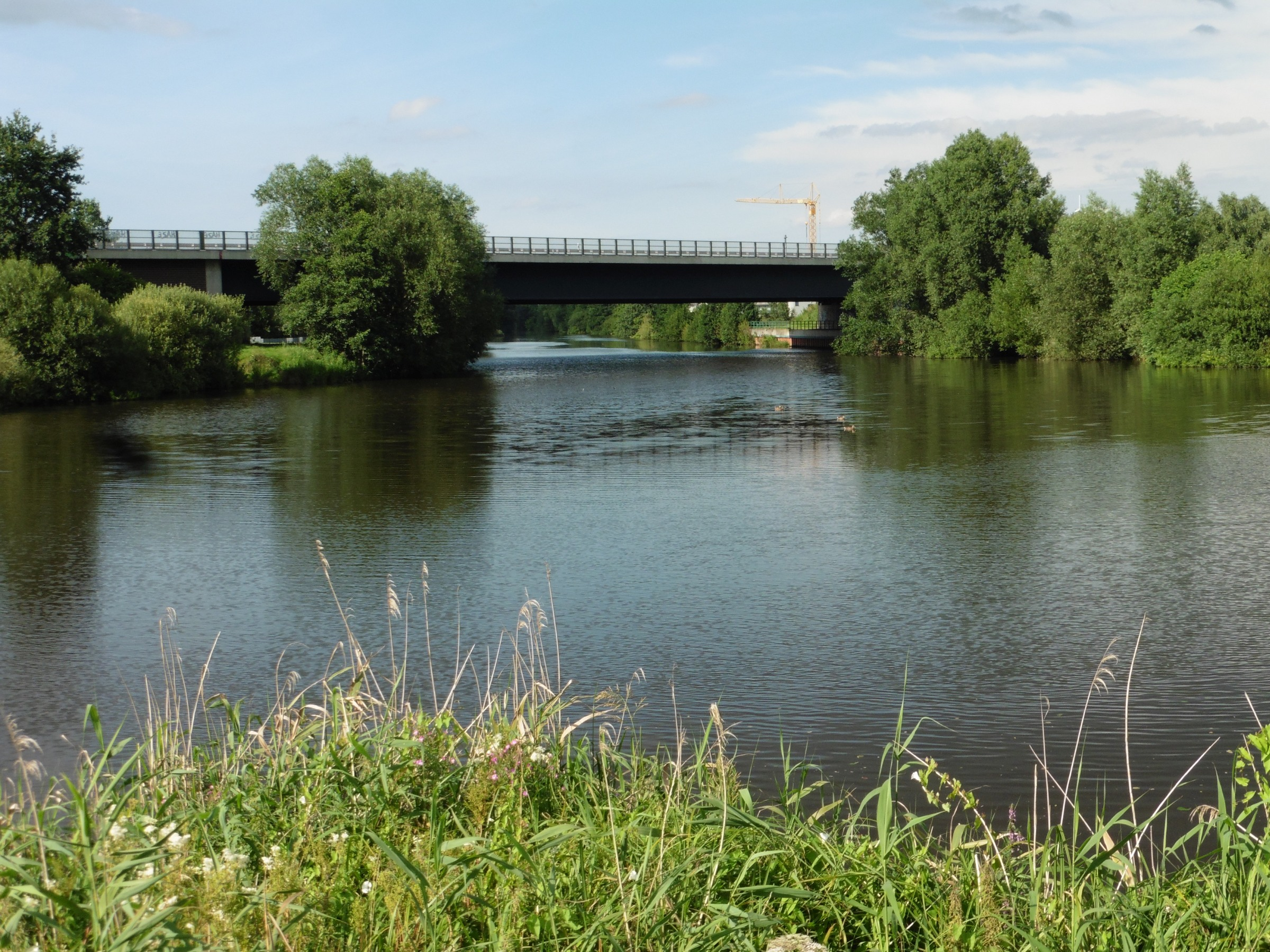
Brücke der A25 über den Schleusengraben

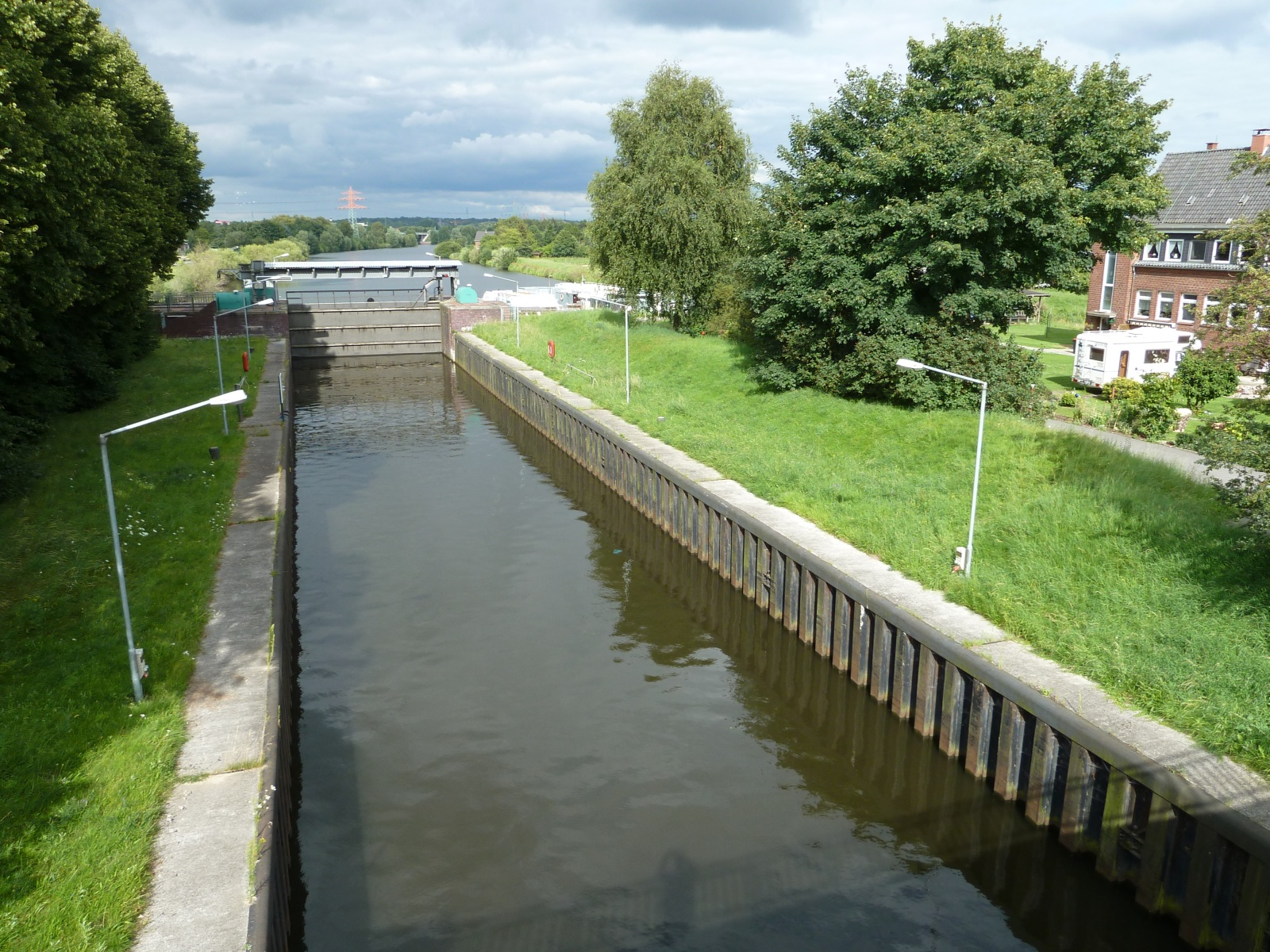
Krapphofschleuse, Blick Richtung Schleusengraben

Der Schleusengraben ist ein Kanal im Hamburger Bezirk Bergedorf. Er verbindet die Bille mit der Dove Elbe und ist circa 2,6 Kilometer lang.
Er wurde 1443  angelegt, um die damalige Insel Billwerder vor dem Hochwasser zu schützen. Er folgte einem alten Wasserlauf – zum Teil der „Löse“ sagt eine Quelle, andere Belege sprechen von der „Loziene“ oder von "einem breiten, flachen Gewässer, die „Lotzine“ genannt (slawisch „Lucina“ gleich Sumpfort)", das von der einstmals ungestauten Bille gebildet worden war.
Der Schleusengraben ist eine der ältesten künstlichen Wasserstraßen Deutschlands. Seit dem Bau der Schleuse am Heckkaten im Jahr 1494 fließt das Wasser aus dem Oberlauf der Bille durch den Schleusengraben ins Flusssystem der Elbe ab. Seit seiner Fertigstellung gewährleistete der Kanal die Verkehrsanbindung Bergedorfs an die Stadt Hamburg auf dem Wasserweg, da die mittlere Bille (der direkte Wasserweg nach Hamburg) nicht schiffbar war. Der Bergedorfer Hafen (Serrahn) am nördlichen Ende des Schleusengrabens entwickelte sich während der frühen Neuzeit zu einem bedeutenden Umschlagplatz besonders für Holz aus dem Sachsenwald. Der günstige und leistungsfähige Transportweg förderte Bergedorfs Industrialisierung ab dem 19. Jahrhundert; zahlreiche Produktionsbetriebe entstanden damals entlang des Schleusengrabens. Seit 1929 macht die Krapphofschleuse den Kanal unabhängig von Ebbe und Flut.